# Dick Schneider

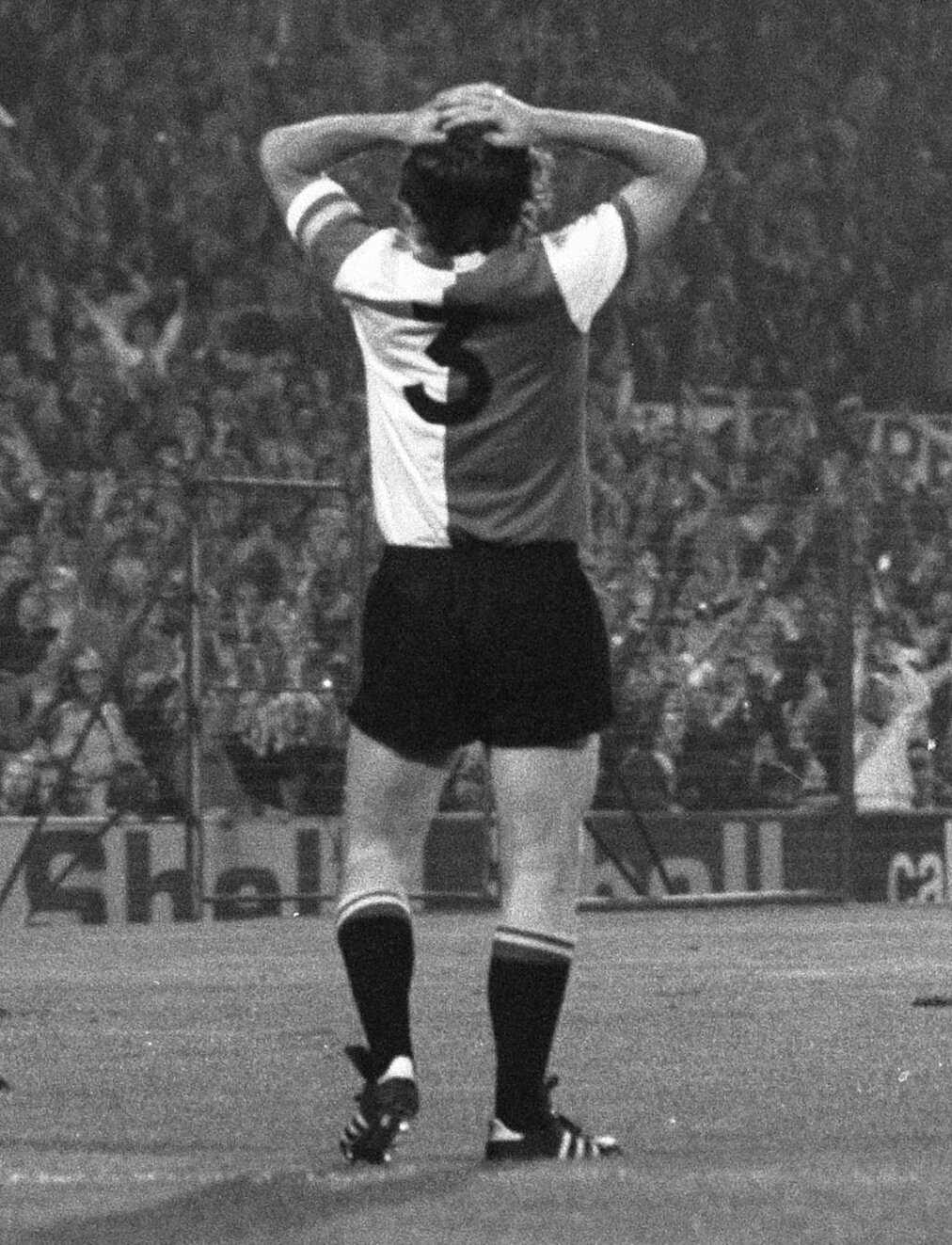
Dick Schneider kort na zijn doelpunt in de wedstrijd Feyenoord tegen PSV, 15 september 1973.

Derk (Dick) Schneider (Deventer, 21 maart 1948 – aldaar, 26 juli 2025) was een Nederlands voetballer. Hij kwam onder meer uit voor Go Ahead (later Go Ahead Eagles geheten), Feyenoord en het Nederlands elftal.

## Loopbaan

### Als voetballer
Schneider speelde vanaf zijn tiende voor Go Ahead en maakte op zijn zeventiende zijn debuut in de Eredivisie. Hij speelde voornamelijk als rechtervleugelverdediger, maar werd ook als centrale verdediger en linksback opgesteld. In 1970 ging hij van Go Ahead naar Feijenoord, dat een transfersom van 350.000 gulden voor hem betaalde plus de in de Kuip overbodig geworden aanvaller Ruud Geels. Twee keer werd hij met Feyenoord landskampioen en in 1974 won de ploeg de UEFA Cup. Schneider maakte op 3 mei 1972 zijn debuut voor het Nederlands elftal, in een wedstrijd tegen Peru. Tussen mei 1972 en oktober 1974 speelde hij elf interlands, waarin hij twee keer scoorde. Voor het WK van 1974 werd hij echter gepasseerd.
In het seizoen 1977/78 raakte Schneider op een zijspoor bij Feyenoord. In januari 1978 keerde hij terug naar Go Ahead Eagles. Op 22 mei 1978 was Schneider betrokken bij een dodelijk verkeersongeluk bij Colmschate. Hij was onder invloed van alcohol ten tijde van het ongeval. In 1981 verkaste hij naar Vitesse en een jaar later stopte hij met betaald voetbal en ging hij voor amateurclub SV Zutphen spelen. In maart 1983 tekende Schneider echter samen met doelman Jan Jongbloed bij Go Ahead Eagles, dat in degradatiegevaar verkeerde. De ploeg wist zich te handhaven in de Eredivisie. Schneider vertrok in de zomer van 1983 naar FC Wageningen, waar hij in 1984 zijn voetballoopbaan definitief afsloot.

### Latere loopbaan
Na zijn carrière was Schneider onder meer directeur voetbalzaken bij Go Ahead Eagles en FC Volendam. Hij had een eigen bedrijf dat financiële zaken voor sportverenigingen regelt en was coördinator van het Voetballer van het Jaar-klassement van De Telegraaf. Hij was trainer van onder andere VV DES, Daventria, DVV IJsselstreek, SVVN, SV Wilp en SV Turkse Kracht.
In juli 2025 overleed Dick Schneider op 77-jarige leeftijd.

## Carrièrestatistieken
| Seizoen         | Club            | Land            | Competitie      | Competitie | Competitie | Beker | Beker | Internationaal | Internationaal | Overig | Overig | Totaal | Totaal |
| Seizoen         | Club            | Land            | Competitie      | Wed.       | Dlp.       | Wed.  | Dlp.  | Wed.           | Dlp.           | Wed.   | Dlp.   | Wed.   | Dlp.   |
| --------------- | --------------- | --------------- | --------------- | ---------- | ---------- | ----- | ----- | -------------- | -------------- | ------ | ------ | ------ | ------ |
| 1965/66         | Go Ahead        | Nederland       | Eredivisie      | 4          | 0          | 0     | 0     | –              | –              | 0      | 0      | 4      | 0      |
| 1966/67         | Go Ahead        | Nederland       | Eredivisie      | 6          | 1          | 3     | 0     | 2              | 1              | 0      | 0      | 11     | 2      |
| 1967/68         | Go Ahead        | Nederland       | Eredivisie      | 34         | 2          | 6     | 2     | 4              | 1              | 0      | 0      | 44     | 5      |
| 1968/69         | Go Ahead        | Nederland       | Eredivisie      | 33         | 3          | 2     | 0     | –              | –              | 0      | 0      | 35     | 3      |
| 1969/70         | Go Ahead        | Nederland       | Eredivisie      | 34         | 5          | 3     | 0     | 6              | 1              | 0      | 0      | 43     | 6      |
| 1970/71         | Feijenoord      | Nederland       | Eredivisie      | 31         | 3          | 4     | 1     | 0              | 0              | 0      | 0      | 35     | 4      |
| 1971/72         | Feyenoord       | Nederland       | Eredivisie      | 34         | 5          | 2     | 0     | 6              | 1              | 0      | 0      | 42     | 6      |
| 1972/73         | Feyenoord       | Nederland       | Eredivisie      | 34         | 9          | 3     | 0     | 4              | 1              | 0      | 0      | 41     | 10     |
| 1973/74         | Feyenoord       | Nederland       | Eredivisie      | 23         | 8          | 1     | 0     | 4              | 0              | 0      | 0      | 28     | 8      |
| 1974/75         | Feyenoord       | Nederland       | Eredivisie      | 31         | 9          | 2     | 0     | 4              | 0              | 0      | 0      | 37     | 9      |
| 1975/76         | Feyenoord       | Nederland       | Eredivisie      | 29         | 6          | 2     | 1     | 2              | 0              | 0      | 0      | 33     | 7      |
| 1976/77         | Feyenoord       | Nederland       | Eredivisie      | 32         | 10         | 1     | 0     | 8              | 2              | 0      | 0      | 41     | 12     |
| 1977/78         | Feyenoord       | Nederland       | Eredivisie      | 6          | 1          | 2     | 0     | –              | –              | 0      | 0      | 8      | 1      |
| 1977/78         | Go Ahead Eagles | Nederland       | Eredivisie      | 14         | 1          | –     | –     | –              | –              | 0      | 0      | 14     | 1      |
| 1978/79         | Go Ahead Eagles | Nederland       | Eredivisie      | 33         | 4          | 1     | 0     | –              | –              | 0      | 0      | 34     | 4      |
| 1979/80         | Go Ahead Eagles | Nederland       | Eredivisie      | 32         | 4          | 2     | 2     | –              | –              | 0      | 0      | 34     | 6      |
| 1980/81         | Go Ahead Eagles | Nederland       | Eredivisie      | 29         | 6          | 6     | 1     | –              | –              | 0      | 0      | 35     | 7      |
| 1981/82         | Vitesse         | Nederland       | Eerste divisie  | 31         | 7          | 2     | 1     | –              | –              | 0      | 0      | 33     | 8      |
| 1982/83         | Go Ahead Eagles | Nederland       | Eredivisie      | 11         | 1          | 1     | 0     | –              | –              | 0      | 0      | 12     | 1      |
| 1983/84         | FC Wageningen   | Nederland       | Eerste divisie  | 30         | 3          | 1     | 0     | –              | –              | 0      | 0      | 31     | 3      |
| Carrière totaal | Carrière totaal | Carrière totaal | Carrière totaal | 511        | 87         | 45    | 8     | 40             | 7              | 0      | 0      | 596    | 102    |

## Erelijst
Feyenoord
| Nationaal      |    |                  |
| Landskampioen  | 2x | 1970/71, 1973/74 |
| Internationaal |    |                  |
| UEFA Cup       | 1x | 1973/74          |